# São João Batista do Glória (ort)
São João Batista do Glória är en ort i Brasilien.   Den ligger i kommunen São João Batista do Glória och delstaten Minas Gerais, i den sydöstra delen av landet, 600 km söder om huvudstaden Brasília. São João Batista do Glória ligger 704 meter över havet och antalet invånare är 6 890. Den ligger vid sjön Reprêsa de Peixoto.
Terrängen runt São João Batista do Glória är huvudsakligen platt, men söderut är den kuperad. Närmaste större samhälle är Passos, 13,8 km sydväst om São João Batista do Glória.
Omgivningarna runt São João Batista do Glória är huvudsakligen savann. Runt São João Batista do Glória är det glesbefolkat, med 12 invånare per kvadratkilometer.